# Slyne-with-Hest
Slyne-with-Hest is een civil parish in het bestuurlijke gebied Lancaster, in het Engelse graafschap Lancashire met 3126 inwoners.